# Marcos Júnior (calciatore 1995)
Marcos Antônio Candido Ferreira Júnior, noto semplicemente come Marcos Júnior (Rio de Janeiro, 13 maggio 1995), è un calciatore brasiliano, centrocampista del Rio Branco-ES in prestito dal Brasiliense.

## Caratteristiche tecniche
È un mediano.

## Carriera
Ha esordito in Série A il 27 maggio 2019 disputando con il Vasco da Gama l'incontro pareggiato 1-1 contro il Fortaleza.

## Palmarès

### Club

#### Competizioni nazionali
- Campeonato Brasileiro Série D: 1

Volta Redonda: 2016
- Coppa d'Armenia: 1

Urartu: 2022-2023
- Campionato armeno: 1

Urartu: 2022-2023
- Campeonato Brasileiro Série C: 1

Volta Redonda: 2024

#### Competizioni regionali
- Copa Verde: 1

Paysandu: 2018

#### Competizioni statali
- Campionato Capixaba: 1

Rio Branco-ES: 2025